# Heinrich Schwach

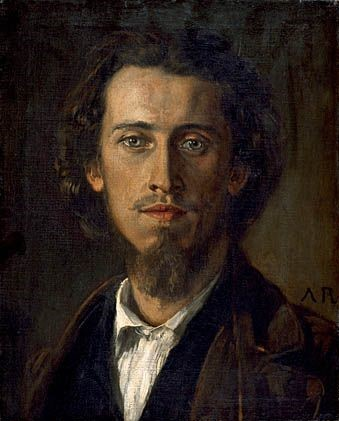
Heinrich Schwach, porträtiert von Anton Romako (1854)

Heinrich August Schwach (* 19. September 1829 in Neutitschein, Mähren; † 6. Mai 1902 in Graz) war ein österreichischer Maler, Restaurator und Kunsterzieher. Von 1873 bis zu seinem Tod war er Direktor der Steiermärkischen landschaftlichen Zeichnungsakademie in Graz.

## Familie
Heinrich Schwach war ein Sohn des als Stadtphysicus in Neutitschein tätigen Arztes Augustin Schwach († 1874). Zu seinen Geschwistern gehörten der Grazer Oberlandesgerichtsrat Rudolf Schwach (1834–1897) und Maria Anna Schwach, Ehefrau des Rechts- und Musikhistorikers Ferdinand Bischoff (1826–1915) und Mutter des Psychiaters Ernst Bischoff.
Heinrich Schwach heiratete 1875 seine ehemalige Schülerin Caroline von Frast. Aus der Ehe gingen drei Söhne hervor.

## Leben

### Ausbildung und frühe künstlerische Tätigkeit
Nach dem Besuch des Gymnasiums begann Heinrich Schwach ein Jurastudium an der Universität Olmütz, das er jedoch 1848 wieder abbrach, um sich stattdessen der Kunst zu widmen. Zunächst studierte er wohl an der Wiener Akademie der bildenden Künste bei Ferdinand Georg Waldmüller. Er bezog zusammen mit dem befreundeten Maler und Waldmüller-Meisterschüler Ferdinand Mallitsch (1820–1900) ein Quartier im 4. Wiener Bezirk Wieden. 1853 besuchte er neun Monate lang die private Malschule von Carl Rahl.
Danach ging Schwach nach Graz, wohin auch seine Eltern zwischenzeitlich gezogen waren, und wirkte dort als freischaffender Künstler. Zu dieser Zeit entstanden seine ersten bekannten Werke. Hierzu zählen Bilder mit religiösen Motiven (Christus am Kreuze), Stillleben, Genrestücke und erste Versuche in der Historienmalerei.
1856 führten ihn weitere Studien nach Düsseldorf, Brüssel und schließlich Antwerpen, wo er ein Schüler von Josephus Laurentius Dyckmans war. Auch schloss er Freundschaften mit anderen Künstlern wie Lawrence Alma-Tadema.
Aufgrund von Kriegsereignissen ging Schwach 1859 zurück nach Graz. Dort unterstützte er den befreundeten Maler Julius Uetz (1829–1885) bei der Ausführung der Deckengemälde im alten Grazer Stadttheater. Er malte zudem eine Reihe von Historien- und Kirchenbildern. Zu dieser Zeit begann er auch mit dem Studium der Restaurierung alter Gemälde.

### Lehrer und Direktor der Zeichnungsakademie Graz

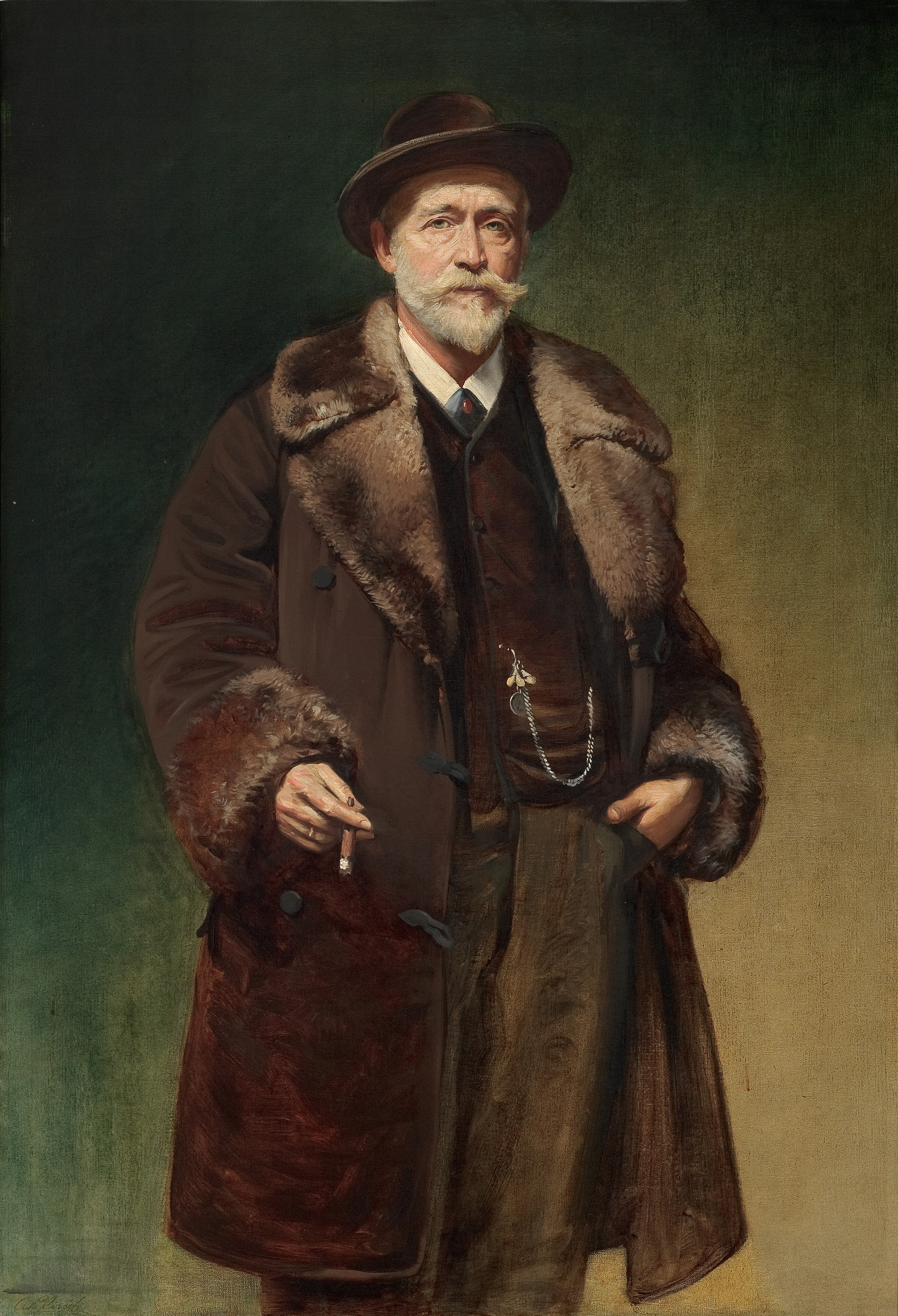
Heinrich Schwach, porträtiert von seinem Schüler Adolf Pirsch (ca. 1890/95)

1865 trat Schwach eine Stelle als Lehrer für Freihandzeichnen an der Grazer Handelsakademie an. Ab 1870 unterrichtete er als Lehrer des Historienfaches an der Steiermärkischen landschaftlichen Zeichnungsakademie (auch „Zeichenakademie“) in Graz. 1873 wurde er zum Professor und Direktor der Akademie ernannt. Zugleich übernahm er die Leitung der zugehörigen Bildergalerie und deren Sammlung, die er sowohl ergänzte, als auch von Werken zweifelhafter Qualität bereinigte. Als die Bildergalerie 1895 zusammen mit der Kunstsammlung des Joanneums im neuen Museumsgebäude in der Neutorgasse untergebracht wurde, blieben die beiden Sammlungen zunächst unter getrennter Leitung von Schwach und Karl Lacher bestehen. Erst nach Schwachs Tod kam es 1903 zur gemeinsamen Ausstellung und 1910 zur administrativen Vereinigung der Sammlungen zur Landesbildergalerie, aus der 1941 Alte Galerie und Neue Galerie Graz hervorgingen.
Als Lehrer vermittelte Schwach die Tradition der Nazarener sowie der Historienmalerei. Arbeiten seiner Schüler wurden auf der Weltausstellung 1873 mit der Fortschrittsmedaille und bei der Grazer Landesausstellung 1880 mit dem Ehrendiplom ausgezeichnet. Zu seinen Schülern zählten unter anderem Helene Birnbacher, Louise Codecasa, Olga Hoffmann-Canstein, Ludwig Kainzbauer, Augustin Maria Kurtz-Gallenstein, Olga Milles, Carl O’Lynch of Town, Emmy Paungarten, Adolf Pirsch, Augusta Šantel und Ferdinand Matthias Zerlacher.
Mit seinen Ämtern als Direktor der Zeichenakademie und Bildergalerie nahm Schwach eine bedeutende Stellung im Grazer Kunstleben ein.

### Mitgliedschaften und Ausstellungen
Schwach engagierte sich in verschiedenen Vereinen. Er war unter anderem langjähriges Ausschussmitglied des steiermärkischen Kunstvereins und gehörte dem christlichen Kunstverein der Diöcese Seckau an. 1896 wurde er Mitglied der Kunsthistorischen Gesellschaft.
Schwach beschickte gelegentlich Ausstellungen des steiermärkischen Kunstvereins. Auch nahm er an der „Ausstellung culturhistorischer Gegenstände zur Feier der 600jährigen Regierung des Hauses Habsburg im Herzogthum Steiermark“ teil, die 1883 in der Industriehalle Graz stattfand. Dort präsentierte er zwei Porträts, ein Heiligenbild, mehrere Restaurierungsarbeiten und eine Bleistiftzeichnung von dem Fresko eines unbekannten Meisters an der Fassade der Grazer Domkirche.

### Letzte Jahre, Tod und Nachlass
In seinen letzten Lebensjahren geriet Schwach in Konflikt mit anderen Akteuren der Grazer Kunstszene, da er neu aufkommende Kunstströmungen und Forderungen nach einer Reform der Akademie ablehnte.
Er starb 1902 im Alter von 72 Jahren an einem Herzleiden in der Nibelungengasse 49 in Graz. Er wurde im Familiengrab auf dem Friedhof St. Leonhard beigesetzt. Im Dezember 1903 wurde sein umfangreicher Nachlass im Dorotheum versteigert.
Es existieren mindestens drei von anderen Künstlern geschaffene Porträts von Schwach. Ferdinand Mallitsch malte 1851 ein Brustbild in Öl von ihm. 1854 porträtierte ihn Anton Romako, der sein Mitschüler bei Waldmüller und Rahl gewesen war. Dieses Werk befindet sich im Lentos Kunstmuseum Linz. Um 1890/95 schuf Adolf Pirsch ein Kniestück seines Lehrers, das die Neue Galerie Graz aufbewahrt.

## Werk

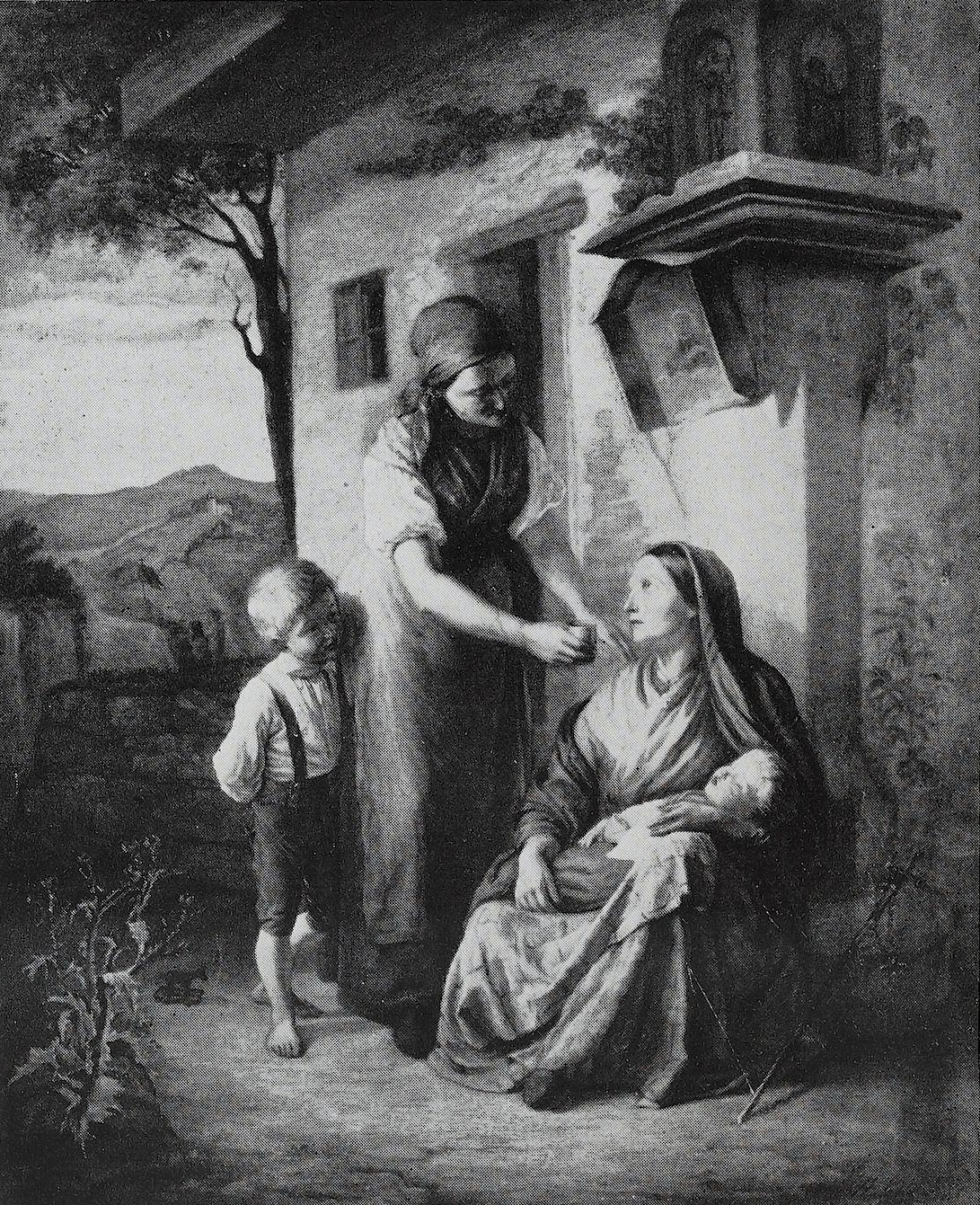
Die beiden Mütter, Katalogabbildung des Ölgemäldes von Heinrich Schwach

Heinrich Schwach malte Schlachtenbilder, Porträts, Genre- und Heiligenbilder. In späteren Jahren beschäftigte er sich hauptsächlich mit der Restaurierung alter Gemälde und Wandbilder in steiermärkischen Kirchen, beispielsweise des Freskos der drei Landplagen am Grazer Dom. Er fertigte auch Zeichnungen von diesem und anderen Werken alter Meister an.
Gemälde (Auswahl)
- Christus am Kreuze
- Susanna im Bade
- Wallfahrer
- Mädchen, Geflügel fütternd, 1865 Grazer Kunstausstellung[20]
- Der Bildschnitzer, 1870 Ausstellung Kunstverein, Graz[21]
- Hl. Stephanus, 1870, Pfarrkirche Kumberg
- Wandgemälde (zwei Schlachtenbilder), Wachsfarben, Waldkapelle am Seggauberg bei Leibnitz, 1876
- Porträt des Herrn Benedetti, 1877, Grazer Rathaus
- Hl. Stefan, Altarbild, 1878, Kornberg
- Madonna am Throne mit dem hl. Georg und Johann Evang., Altarbild, 1879, Gleinstetten
- Die heilige Hemma weiht der Madonna die Stifte Gurk und Admont. 1879, Öl, 134 × 82 cm, Altarblatt der Kapelle Schloss Kornberg, 1883 Ausstellung culturhistorischer Gegenstände Graz
- Porträt der Frau B. C., Öl, 1883 Ausstellung culturhistorischer Gegenstände Graz
- Porträt des Hofrathes Georg von Frast, Öl, 1883 Ausstellung culturhistorischer Gegenstände Graz
- Madonna mit dem Christkinde, dem hl. Isidor und der hl. Nothburga, Wandgemälde, Figuren in Leimfarben, 1880, Kirche Edelschrott
- Hl. Karl Borromäus im Gebet, Altarbild für 2. Seitenaltar, 1881, Kornberg
- Wandgemälde vier Evangelisten, 1881, und vier Freskenbilder am Gewölbe, 1882, Mariahilfkirche Graz
- Fresken, 1892, Barmherzigenkirche, Graz
- Die beiden Mütter, Öl auf Leinwand, 52 × 44 cm, 1941 versteigert[22]

Publikationen
- Das grosse Wandgemälde an der Südwand der Domkirche zu Graz und seine Restauration. In: Der Kirchenschmuck. 2, 1871, S. 69–70, 79–82, 96–100 (online).
- Hermine Proschko (Hrsg.): Jugendheimat: Jahrbuch für die Jugend zur Unterhaltung und Belehrung. Mit einem colorirten Titelbilde, vier colorirten und drei schwarzen Originalzeichnungen vom Galeriedirector Heinrich Schwach in Graz […]. 1. Jahrgang. Leykam, Graz 1887.